# Diego Cañamero
Diego Cañamero Valle (Campillos, Málaga, 23 de enero de 1956) es un sindicalista y político español. Fue secretario general del Sindicato de Obreros del Campo (SOC) de Andalucía y portavoz nacional del Sindicato Andaluz de Trabajadores (SAT). Formó parte del Congreso español como diputado por la coalición Unidos Podemos en la XII legislatura.

## Infancia y juventud
Hijo de José Cañamero y Joaquina Valle, nació en Campillos (Málaga). Con tres meses de edad, sus padres y tres de sus hermanos se trasladaron a las Marismas del Guadalquivir. Se instalaron en la actual Isla Mayor (Sevilla), que entonces se denominaba Villafranco del Guadalquivir, en honor al dictador. Su padre había encontrado empleo en la ganadería de toros bravos Concha y Sierra, entonces propiedad de la familia Pareja Obregón, situada entre Alfonso XIII e Isla Mayor. 
En la comarca predominaba el cultivo de arroz, que entonces generaba miles de jornales. Cañamero, con 8 años, empezó a trabajar cuidando las planteles de arroz para que no se los comieran los pájaros en lo que fue su primer empleo. Con 11 años, a finales de agosto de 1967, su familia se trasladó a El Coronil (Sevilla). 
En el verano de 1973 emigró a Cataluña, a Tarrasa (Barcelona), donde trabajó en la construcción. A los tres meses tuvo que regresar urgentemente debido a la enfermedad de su padre, quien falleció de cáncer el 9 de diciembre de 1973 con 49 años. Cañamero, el cuarto de 11 hermanos, tuvo que hacerse cargo junto a su madre de sus hermanos pequeños, ya que los mayores estaban casados. Para mantener a la familia buscaba trabajo en los molinos de aceite durante la recolección de la aceituna y pedía el turno de noche para poder rebuscar de día y meter dos jornales en su casa.

## Trayectoria sindical
El primer altercado de Cañamero con la Guardia Civil ocurrió en diciembre de 1974, cuando rebuscaba aceituna en el Cerro de Las Cañas (Montellano, Sevilla). En esa época, Cañamero ya se empezaba a reunir con jóvenes de su edad para hablar de la situación de paro y los bajos salarios.
Poco después conoció a Paco Casero, Diamantino García y Gonzalo Sánchez. Se estaban gestando las Comisiones de Jornaleros, que posteriormente se convertirían en el Sindicato de Obreros del Campo (SOC). En ese tiempo, Cañamero era llamado casi a diario al cuartel de la Guardia Civil.
En enero de 1976 fue uno de los promotores de una huelga en El Coronil durante la recolección de la remolacha. Exigían 700 pesetas por jornada de trabajo, ya que solo se ganaba 300 pesetas, pues en el resto pagaban la jornada al doble. En septiembre del mismo año fue detenido en El Coronil y encarcelado en la prisión provincial de La Ranilla en Sevilla, por participar en una concentración por un convenio justo en el verdeo.
En 1977 fue detenido de nuevo en Cantillana (Sevilla) por repartir panfletos. Durante su detención afirmó haber recibido una fuerte paliza por los Guardias Civiles encargados de su custodia.
Cañamero, cofundador del Sindicato de Obreros del Campo, fue elegido miembro de su Secretaría Permanente del en el Congreso celebrado en Morón de la Frontera (Sevilla) en septiembre de 1977.
En septiembre de 1983 fue detenido y encarcelado por participar en un encierro en el Ayuntamiento de El Coronil para exigir dinero para las personas desempleadas. La Guardia Civil voló con un pequeño explosivo la puerta de entrada que habían bloqueado. Como protesta por su encarcelamiento, Cañamero llevó a cabo una huelga de hambre durante los diez días que estuvo encarcelado.
En marzo de 1984, en el III Congreso del SOC, celebrado en Villamartín (Cádiz), fue elegido secretario general del SOC. 
En 2001, después de diez años con mayoría absoluta, dejó la alcaldía de El Coronil, cargo que ejerció de forma discontinua, para dedicarse en exclusiva a tareas sindicales.
En septiembre de 2007, en la Asamblea Constituyente del Sindicato Andaluz de Trabajadores (SAT), fue elegido portavoz nacional. En noviembre de 2011, en el I Congreso del SAT, fue reelegido. En octubre de 2015, durante el II Congreso del SAT, fue sustituido en el cargo por Óscar Reina Gómez.

## Trayectoria política
Fue candidato a la alcaldía de El Coronil por el Colectivo de Unidad de los Trabajadores—Bloque Andaluz de Izquierdas (CUT-BAI). Posteriormente, cuando este se integró en Izquierda Unida Los Verdes-Convocatoria por Andalucía (IULV-CA), revalidó dicha candidatura. En las elecciones municipales de 1987 consiguió el mismo número de votos que el candidato a la reelección, del PSOE. El desempate se resolvió en el pleno municipal de investidura, mediante un sorteo que resultó favorable para el PSOE. Tras la renuncia del alcalde dos meses después, Cañamero le sucedió en el cargo durante el resto de la legislatura. 
Volvió a ser elegido alcalde en las elecciones de 1995 y en las de 1999. En 2001 le dejó el cargo a José Antonio Núñez, también miembro del CUT-BAI, para dedicarse en exclusiva a su labor sindical. No obstante, siguió formando parte activa del Comité Local de IULV-CA en El Coronil hasta que abandonó la formación en diciembre de 2014, antes de que lo hiciera todo su partido.
Cañamero supone un importante vínculo del movimiento sindicalista andaluz con la izquierda de otros puntos de España como Euskadi. De hecho, ha declarado en varias ocasiones su apoyo a la izquierda abertzale.
En las elecciones generales del 26 de junio de 2016 Cañamero se presentó como cabeza de lista de Unidos Podemos por Jaén, y resultó elegido diputado.

## Acciones sindicales y condenas
Ha participado en numerosas acciones reivindicativas contra propietarios agrícolas, lo que le ha ocasionado críticas y denuncias de colectivos como el sindicato agrario ASAJA. También participa en numerosas ocupaciones de fincas, entre ellas las que anualmente suele llevar a cabo el SAT cada Día de Andalucía y cada Primero de Mayo.
En 1986 fue condenado a un mes y un día de prisión por haber participado en la ocupación de la finca El Garrotal, en El Coronil.
En 2006 fue denunciado por injurias por afirmar que la duquesa Cayetana de Alba contrataba trabajadores irregulares en sus fincas.
En el verano de 2012 varios miembros del SAT participaron en la sustración de alimentos en un supermercado de la cadena Mercadona en Écija y en otro de la cadena Carrefour en Arcos de la Frontera, para destinarlos a un comedor social. A raíz de estos sucesos y la fuerte cobertura proporcionada por los medios de comunicación, Cañamero aceptó invitaciones para participar en programas de tertulia política como El gato al agua, de la cadena Intereconomía, o Salvados, de La Sexta, entre otros.
Ese mismo verano participó junto con otros sindicalistas en las marchas que el SAT realizó por toda Andalucía.
A principios de 2013 promovió en El Coronil una huelga declarada por el SAT en el servicio municipal de recogida de basuras con el fin de reactivar una bolsa de empleo rotativa. Esta huelga provocó que por primera vez en España se decretara una alerta sanitaria en un municipio por acumulación de residuos, declarándose tal estado en dos ocasiones.
Fue detenido en Málaga el 9 de julio de 2013 para prestar declaración por la ocupación de la finca militar de Las Turquillas un año antes. De acuerdo al propio Cañamero, la presencia del SAT en estas tierras tenía como objetivo que «las tierras públicas pasen a concurso para que las cooperativas las puedan adquirir ahora que están en desuso». Por esta acción fue condenado a siete meses de cárcel y una multa de 1.200 euros.
Su intensa labor reivindicativa ha provocado que acumule numerosas querellas judiciales. Diego Cañamero ha sido encarcelado en cinco ocasiones, ha sido acusado en unos 60 juicios y detenido en más de 50 ocasiones. En 2010, Cañamero se declaró, por decisión de la dirección del sindicato, «insumiso judicial».